# Chris Boshuizen
Chris Boshuizen (1º giugno 1977) è un fisico, imprenditore e turista spaziale australiano.
Ha partecipato alla missione Blue Origin NS-18. È stato il terzo australiano di nascita ad andare nello spazio ma il primo a recarvisi in qualità di cittadino australiano, dato che Paul Scully-Power ed Andrew Thomas al momento del lancio erano cittadini statunitensi.

## Biografia
Boshuizen è cresciuto a Tumbarumba, dove ha frequentato le scuole. Terminati gli studi scolastici ha studiato fisica all'Università di Sydney, dove ha conseguito la laurea e il Ph.D. Dopo il dottorato è entrato a far parte dello Space Generation Advisory Council, dove è stato per due anni direttore esecutivo. Successivamente si è recato negli Stati Uniti e dal 2008 ha lavorato all'Ames Research Center della NASA occupandosi del progetto PhoneSat, che aveva come obiettivo la realizzazione di un satellite miniaturizzato usando parti di telefoni cellulari. Il successo del progetto lo ha spinto a lasciare la NASA nel 2012 e a co-fondare la società Planet Labs, che ha realizzato e lanciato numerosi satelliti miniaturizzati. Boshuizen è stato Chief Tecnology Officer della Planet Labs per cinque anni. In seguito è divenuto socio della società finanziaria Data Collective Venture Capital (DCVC), che si occupa di finanziamenti a società spaziali di avanguardia. Nel 2021 è stato nello spazio con la missione Blue Origin NS-18. Boshuizen è anche un appassionato musicista e scrive e produce musiche sotto il nome di "Dr Chrispy".